# Разумный рост
Теория разумного роста (теория интенсивного роста) в городском планировании стремится создать такую модель устойчивого развития города, которая бы препятствовала расширению городского пространства, его бесконтрольному расползанию. Противопоставляется парадигме экстенсивного роста, господствовавшей на протяжении индустриального этапа развития городов и систем расселения.
Новая модель развития нацелена на сохранение и культивацию региональной специфики и особенностей, присущих городам и отдельным их частям (планировочным единицам), расширение свободы перемещения, в том числе за счёт альтернативных транспортных систем, диверсификацию жилого и производственного комплекса, сферы услуг и социальной инфраструктуры. Использование принципов теории основывается на рациональном соотношении издержек и преимуществ развития.
Проектировщики транспортных систем и городского пространства стали предлагать идею компактных городов и поселений в начале 1960-х годов. Теория интенсивного роста находит всё больше сторонников с расширением движения за сохранение и экономное использование природных ресурсов (зелёное движение).
Одним из проектов новой модели развития города и системы расселения является проект "Новый элемент расселения", который возник в 1960-е годы в СССР и развивается вплоть до настоящего времени.